# Celypha cespitana
Celypha cespitana là một loài bướm đêm thuộc họ Tortricidae. Nó được tìm thấy ở miền Cổ bắc và miền Tân bắc.
Sải cánh dài ca. 15 mm. Con trưởng thành bay từ cuối tháng 5 đến tháng 9. .
Ấu trùng ăn nhiều loại thực vật thân thảo.